# Journal of Egyptian Archaeology
Journal of Egyptian Archaeology – czasopismo naukowe poświęcone egiptologii wydawane od 1914 roku. Artykuły publikowane są głównie w języku angielskim, ale zdarzają się też po niemiecku i francusku. Obecnie przewodniczącym zespołu redakcyjnego jest Mark Collier.